# Systelloderes crassatus
Systelloderes crassatus är en insektsart som beskrevs av Robert L. Usinger 1932. Systelloderes crassatus ingår i släktet Systelloderes och familjen Enicocephalidae. Inga underarter finns listade i Catalogue of Life.